# Manjabálago
Manjabálago település Spanyolországban, Ávila tartományban. Manjabálago Muñico, Hurtumpascual, Gallegos de Sobrinos, Valdecasa és San Juan del Olmo községekkel határos. Lakosainak száma 26 fő (2024).

## Népesség
A település népessége az utóbbi években az alábbiak szerint változott:
| Lakosok száma | 210  | 345  | 376  | 153  | 70   | 55   | 43   | 36   | 24   | 26   |
|               | 1842 | 1897 | 1940 | 1981 | 2000 | 2005 | 2010 | 2014 | 2019 | 2024 |